# ニコラエ・ダスカレスク
ニコラエ・ダスカレスク（Nicolae Dǎscǎlescu；1884年6月29日 - 1969年9月28日）は、ルーマニアの軍人。中将。
ピアトラ・ネアムツ出身の農民出身。1906年、士官学校を卒業し、中尉に任官。バルカン戦争に従軍。第一次世界大戦時、第4砲兵連隊の砲兵中隊長（1916年 - 1917年）、大隊長（1917年）。
1923年、軍事大学校を卒業。1931年から第1砲兵連隊長、1933年から第3軍団参謀長。1936年から第12砲兵旅団長。1937年10月、国防省官房長に任命。1939年8月、第25歩兵師団長に任命。1940年6月から第20師団長。
1941年6月から第21師団長となり、ベッサラビアで戦闘に参加。同年11月、第2軍団長として東部戦線で行動。第2軍団は大損害を被り、1943年初めにルーマニアに帰還。
1944年、イオン・アントネスク体制崩壊後、第2軍団はトランシルバニアでドイツ軍と戦闘を行う。1944年末から1945年初め、スロバキアでの軍事作戦に参加。1944年から1945年まで第3軍司令官代行を務める。1945年1月から終戦まで第4軍司令官を務め、チェコスロバキア戦役に参加。兵士中から人気があり、「将軍兵士」のあだ名を受けた。
1945年6月1日、退役。1946年6月9日、共産主義者により逮捕され、1948年11月、戦争犯罪の嫌疑により裁判にかけられる。しかしながら、無罪判決を受け、釈放。1951年、「農業サボタージュ」の嫌疑で再逮捕され、刑務所に服役。1955年10月、釈放。